# Samsung Galaxy F (gama)
La serie Samsung Galaxy F es una línea de teléfonos inteligentes de gama media fabricados por Samsung Electronics como parte de su línea Samsung Galaxy. El primer modelo lanzado fue el Samsung Galaxy F41, el 8 de octubre de 2020. La línea se vende exclusivamente en India, Bangladés y China. En India, la serie consta de modelos Galaxy M renombrados vendidos exclusivamente para su mercado a través de Flipkart.

## Dispositivos

### 2020
Galaxy F41
- Pantalla de 6.4" sAMOLED[2]
- Android 10, One UI 2
- Exynos 9611
- 64 GB, 128 GB de ROM/6 GB de RAM
- Cámara principal de 64 MP, ultra gran angular de 8 MP, sensor de profundidad de 5 MP, frontal de 32 MP
- Batería de 6000 mAh

### 2021
| Modelo        | Monitor                                                                                     | Sistema operativo           | SoC                      | Memoria  | Almacenamiento | Cámara trasera                                                               | Cámara frontal | Sensor de huella digital | Batería  | Carga rápida         |
| ------------- | ------------------------------------------------------------------------------------------- | --------------------------- | ------------------------ | -------- | -------------- | ---------------------------------------------------------------------------- | -------------- | ------------------------ | -------- | -------------------- |
| Galaxy F02s   | Pantalla Infinity-V HD+ PLS IPS de 6,5" (720 x 1600 píxeles)                                | Android 10 ; One UI 2       | Qualcomm Snapdragon 450  | 3GB 4 GB | 32 GB 64GB     | 13 MP (principal) 2 MP (macro) 2 MP (profundidad)                            | 5 MP           | No                       | 5000 mAh | Carga rápida de 15 W |
| Galaxy F12    | Pantalla Infinity-V PLS IPS de 6,5" HD+ (720 x 1600 píxeles) Tasa de refresco de 90 Hz      | Android 11 ; One UI 3.1     | Samsung Exynos 850       | 4 GB     | 64GB 128GB     | 48 MP (principal) 5 MP (ultra gran angular) 2 MP (profundidad) 2 MP (macro)  | 8 MP           | En el lateral            | 6000 mAh | Carga rápida de 15 W |
| Galaxy F22    | Pantalla Infinity-U Super AMOLED de 6,4" HD+ (720 x 1600 píxeles) Tasa de refresco de 90 Hz | Android 11; One UI Core 3.1 | MediaTek Helio G80       | 4 GB 6GB | 64GB 128GB     | 48 MP (principal) 5 MP (ultra gran angular) 2 MP (profundidad) 2 MP (macro)  | 13 MP          | En el lateral            | 6000 mAh | Carga rápida de 15 W |
| Galaxy F42 5G | Pantalla Infinity-V LCD TFT de 6,6" FHD+ (1080 x 2408 píxeles) Tasa de refresco de 90 Hz    | Android 11; One UI Core 3.1 | MediaTek Dimensión 700   | 6GB 8GB  | 128GB          | 64 MP (principal) 5 MP (ultra gran angular) 2 MP (profundidad)               | 8 MP           | En el lateral            | 5000 mAh | Carga rápida de 15 W |
| Galaxy F52 5G | Pantalla Infinity-O LCD TFT de 6,6" FHD+ (1080 x 2408 píxeles) Tasa de refresco de 120 Hz   | Android 11, One UI 3.1      | Qualcomm Snapdragon 750G | 8GB      | 128GB          | 64 MP (principal) 8 MP (ultra gran angular) 2 MP (macro) 2 MP (profundidad)  | 16 MP          | En el lateral            | 4500 mAh | Carga rápida de 25 W |
| Galaxy F62    | Pantalla Super AMOLED Plus Infinity-O de 6,7" FHD+ (1080 x 2400 píxeles)                    | Android 11, One UI 3.1      | Samsung Exynos 9825      | 6GB 8GB  | 128GB          | 64 MP (principal) 12 MP (ultra gran angular) 5 MP (macro) 5 MP (profundidad) | 32 MP          | En el lateral            | 7000 mAh | Carga rápida de 25 W |

### 2022
| Modelo        | Monitor                                                                                   | Sistema operativo            | SoC                      | Memoria  | Almacenamiento | Cámara trasera                                           | Cámara frontal   | Sensor de huella digital | Batería  | Carga rápida         |
| ------------- | ----------------------------------------------------------------------------------------- | ---------------------------- | ------------------------ | -------- | -------------- | -------------------------------------------------------- | ---------------- | ------------------------ | -------- | -------------------- |
| Galaxy F13    | Pantalla Infinity-V PLS IPS de 6,6" FHD+ (1080 x 2408 píxeles)                            | Android 12 ; One UI Core 4.1 | Samsung Exynos 850       | 4 GB     | 64 GB 128 GB   | 50 MP (principal) 2 MP (ultra gran angular) 2 MP (macro) | 8 MP (principal) | En el lateral            | 6000 mAh | Carga rápida de 15 W |
| Galaxy F23 5G | Pantalla Infinity-O LCD TFT de 6,6" FHD+ (1080 x 2408 píxeles) Tasa de refresco de 120 Hz | Android 12 ; One UI 4.1      | Qualcomm Snapdragon 750G | 4 GB 6GB | 128 GB         | 50 MP (principal) 8 MP (ultra gran angular) 2 MP (macro) | 8 MP (principal) | En el lateral            | 5000 mAh | Carga rápida de 25 W |

### 2023
| Modelo        | Monitor                                                                | Sistema operativo           | SoC                 | Memoria   | Almacenamiento | Cámara trasera                              | Cámara frontal | Sensor de huella digital | Batería   | Carga rápida       |
| ------------- | ---------------------------------------------------------------------- | --------------------------- | ------------------- | --------- | -------------- | ------------------------------------------- | -------------- | ------------------------ | --------- | ------------------ |
| Galaxy F04    | 6.5" HD+ PLS LCD Infinity-V Display (720 x 1600 pixels)                | Android 13; One UI 5        | MediaTek Helio P35  | 4 GB      | 64 GB          | 13 MP (wide) 2 MP (depth)                   | 5 MP           | No                       | 5,000 mAh | 15 W Fast Charging |
| Galaxy F14 5G | 6.6" FHD+ 90 Hz PLS LCD Infinity-V Display (1080 x 2408 pixels)        | Android 13; One UI Core 5.1 | Samsung Exynos 1330 | 4 GB 6 GB | 128 GB         | 50 MP (wide) 2 MP (macro)                   | 13 MP          | Side-mounted             | 6,000 mAh | 25 W Fast Charging |
| Galaxy F54 5G | 6.7" FHD+ 120 Hz Super AMOLED+ Infinity-O Display (1080 x 2400 pixels) | Android 13; One UI 5.1      | Samsung Exynos 1380 | 8 GB      | 256 GB         | 108 MP (wide) 8 MP (ultrawide) 2 MP (macro) | 32 MP          | Side-mounted             | 6,000 mAh | 25 W Fast Charging |